# Grădinari (Caraș-Severin)
Grădinari (fino al 1965 Cacova) è un comune della Romania di 2161 abitanti, ubicato nel distretto di Caraș-Severin, nella regione storica del Banato.
Il comune è formato dall'unione di 2 villaggi: Grădinari e Greoni.